# Марк Кадин
Марк Кадин (на руски: Марк Львович Кадин) е руски диригент, роден в Краматорск, Донецка област, Украинска ССР, СССР.
Получава музикално образование в Москва – в средното Държавно музикално училище „Гнесини“ (Государственное музыкальное училище им. Гнесиных) и във висшата Руска академия по музика „Гнесини“ (Российская академия музыки им. Гнесиных).
След дипломирането си в Москва през 1993 г. остава да работи като диригент в Русия. Диригент е на Симфоничния оркестър на БНР от 2017 година.